# Rejon ongudajski
Rejon ongudajski (ałt. Оҥдой аймак, ros. Онгудайский район) – jeden z 10 rejonów w Republice Ałtaju. Stolicą rejonu jest Ongudaj. 
100% populacji to ludność wiejska, ponieważ w rejonie nie ma żadnego miasta.